# Cyrtopogon wilcoxi
Cyrtopogon wilcoxi är en tvåvingeart som beskrevs av James 1942. Cyrtopogon wilcoxi ingår i släktet Cyrtopogon och familjen rovflugor.
Artens utbredningsområde är Colorado. Inga underarter finns listade i Catalogue of Life.